# Geoff Rowley

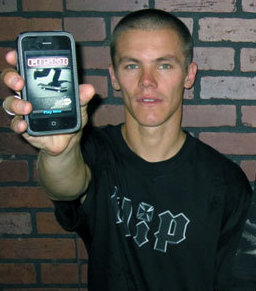
Geoff Rowley (2010)

Geoff Rowley (* 6. Juni 1976 in Liverpool, England) ist ein britischer Profi-Skateboarder.
Rowley zog 1994 wegen eines Sponsorenangebots in die USA. Seitdem nimmt er an der Profiszene teil und hat mit seinen Tricks in der Skateboardszene neue Maßstäbe gesetzt. Zu seinen Sponsoren zählen Flip Skateboards, Vans, OJ wheels, Civilware Service Corp. und Mob Griptape. Rowley wohnt heute in Huntington Beach.
2000 wurde er vom Thrasher Magazine zum Skater des Jahres (S.O.T.Y.) gewählt.
Rowley ist ein spielbarer Charakter in einigen Spielen der Videospielserie Tony Hawk’s.
Zudem wurde nach ihm ein Skateboard-Trick benannt: der „Rowley-Darkslide“.

## Video-Parts
- 1994: Hookups – Asian Goddess
- 1995: 411 VM – Issue #13
- 1996: Transworld – Uno
- 1997: Volcom – Freedom Wig
- 1998: 411 VM – Issue #30
- 1999: Transworld – Feedback
- 2000: 411 – Best of Vol 6
- 2000: Bam Margera – CKY2K
- 2000: Digital – Issue #2
- 2002: Flip – Sorry
- 2003: Flip – Really Sorry
- 2004: Volcom – Chicagof
- 2005: Volcom – Chicagof: The Hook
- 2009: Nordemham – Skate
- 2009: Flip – Extremely Sorry
- 2015: Vans – Propeller